# Flingern
Flingern ist ein traditionelles Arbeiterwohnquartier östlich der Düsseldorfer Innenstadt im Düsseldorfer Stadtbezirk 2.
Flingern setzt sich aus den Stadtteilen Flingern Nord mit 25.633 Einwohnern und Flingern Süd mit 10.114 Einwohnern zusammen, die sich gemeinsam über eine Fläche von 4,28 km² ausdehnen (alles mit Stand vom 31. Dezember 2020). Beide Stadtteile haben seit der Industrialisierung eine unterschiedliche Entwicklung genommen. Ab den 1980er Jahren hat sich dieser Unterschied vertieft. 
Flingern Nord ist heute mit seinem alten Baubestand ein vorwiegend von jüngerem städtischen Publikum geprägter Stadtteil, der einem zunehmenden Gentrifikationsprozess unterliegt.
Flingern Süd dagegen hat auch heute noch seine industrielle Prägung bewahrt und ist weiterhin ein Arbeiterviertel mit hohem Migrantenanteil.
Trotz dieser Unterschiede werden die beiden Stadtteile in der Praxis als einer wahrgenommen. Selbst die städtischen Verkehrsschilder weisen nur auf „Flingern“ hin.

## Geographie
Flingern liegt südlich von Düsseltal, nordöstlich von Oberbilk, nördlich von Lierenfeld, südwestlich von Grafenberg und östlich der Stadtmitte. Die Bahnlinie Düsseldorf–Wuppertal trennt die Stadtteile Flingern Nord und Flingern Süd.

## Demographie

### Flingern Nord
In Flingern Nord leben 21.056 Menschen (Stand: 30. November 2007) in etwa 12.000 Haushalten. Der größte Teil der Bewohner (über 9.000) gehört der Altersgruppe der 18- bis 49-Jährigen an. Der Altersdurchschnitt liegt bei 42 Jahren. Jugendliche stellen 8,9 Prozent der Gesamtbevölkerung. Alle Schulformen mit Ausnahme von Hauptschulen sind im Stadtteil angesiedelt. Der Anteil nichtdeutscher Staatsbürger liegt mit 18,9 Prozent leicht über dem städtischen Durchschnitt, die Arbeitslosenquote mit 19,1 Prozent deutlich über dem Schnitt.

### Flingern Süd
In Flingern Süd leben etwas weniger, nämlich 9.522, Menschen (Stand: 30. November 2007) in etwa 5.200 Haushalten. Die Bevölkerungsdichte ist etwas geringer als im Norden. Der größte Teil der Bewohner gehört auch in Flingern Süd der Altersgruppe der 18- bis 49-Jährigen an, der Relativanteil ist geringfügig höher (47 Prozent) als im Norden Flingerns, der relative Anteil Jugendlicher ebenfalls höher (10 Prozent). Der Altersdurchschnitt liegt bei nur 39 Jahren, also 3 Jahre unter dem städtischen Schnitt. Der Anteil nichtdeutscher Staatsbürger liegt mit 34,2 Prozent deutlich über dem Durchschnitt, die Arbeitslosenquote mit 26,6 Prozent deutlich über dem Schnitt der Stadt und auch der ohnehin schon über dem städtischen Mittel liegenden Quote des nördlichen Flingern.

## Geschichte

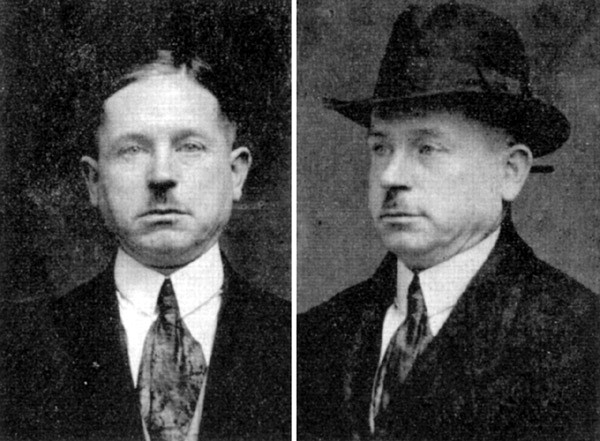
Peter Kürten, der „Vampir von Düsseldorf“, 1931

Im Jahre 1193 wurde erstmals Flingern zusammen mit Lintorf, Saarn, Stockum, Ratingen und Derendorf erwähnt. Dieses Gebiet war weitgehend mit Wald bedeckt und die „Waldgrafschaft“ dafür wurde dem Stift Kaiserswerth von Kaiser Heinrich VI. in einer Urkunde bestätigt. Der nordöstliche Bereich zwischen Düsseldorf und Gerresheim war nur dünn besiedelt. Beherrscht wurde das Gebiet spätestens ab der zweiten Hälfte des 13. Jahrhunderts vom Rittergeschlecht Hayc von Flingern, welche als Holz- und Markgrafen dienten. Als Graf Adolf von Berg Düsseldorf 1288 die Stadtrechte verlieh, hatte ein Ritter namens Adolphi di Vleingeren (Adolf von Flingern) dem zugestimmt, weil er in der Gegend Besitz hatte. Die Stadt Düsseldorf wuchs im 13. und 14. Jahrhundert weitgehend auf Grund und Boden der Flinger Ritter, deren Besitztümer zum Teil auch in der heutigen Altstadt lagen. Ihren Hof hatten sie auf dem Mühlenplatz. Das Geschlecht der Ritter von Flingern verlor bereits im 14. Jahrhundert an Bedeutung. Aus den ursprünglich im Flingerwald gelegenen Speckerhöfen entstand das Kloster Düsselthal und rundherum der Stadtteil Düsseltal, der im Volksmund den Namen Zooviertel hat und sich nördlich an Flingern anschließt. Kurfürst Jan Wellem erbaute den Flinger Steinweg (die heutige Schadowstraße in der Düsseldorfer Innenstadt), indem er den Weg von der Düsseldorfer Kernstadt nach Flingern pflastern ließ. Eine wichtige Verbindungsstraße bis hinaus zu den Gerresheimer Höhen war auch schon in früherer Zeit der durch Flingern führende Hellweg.

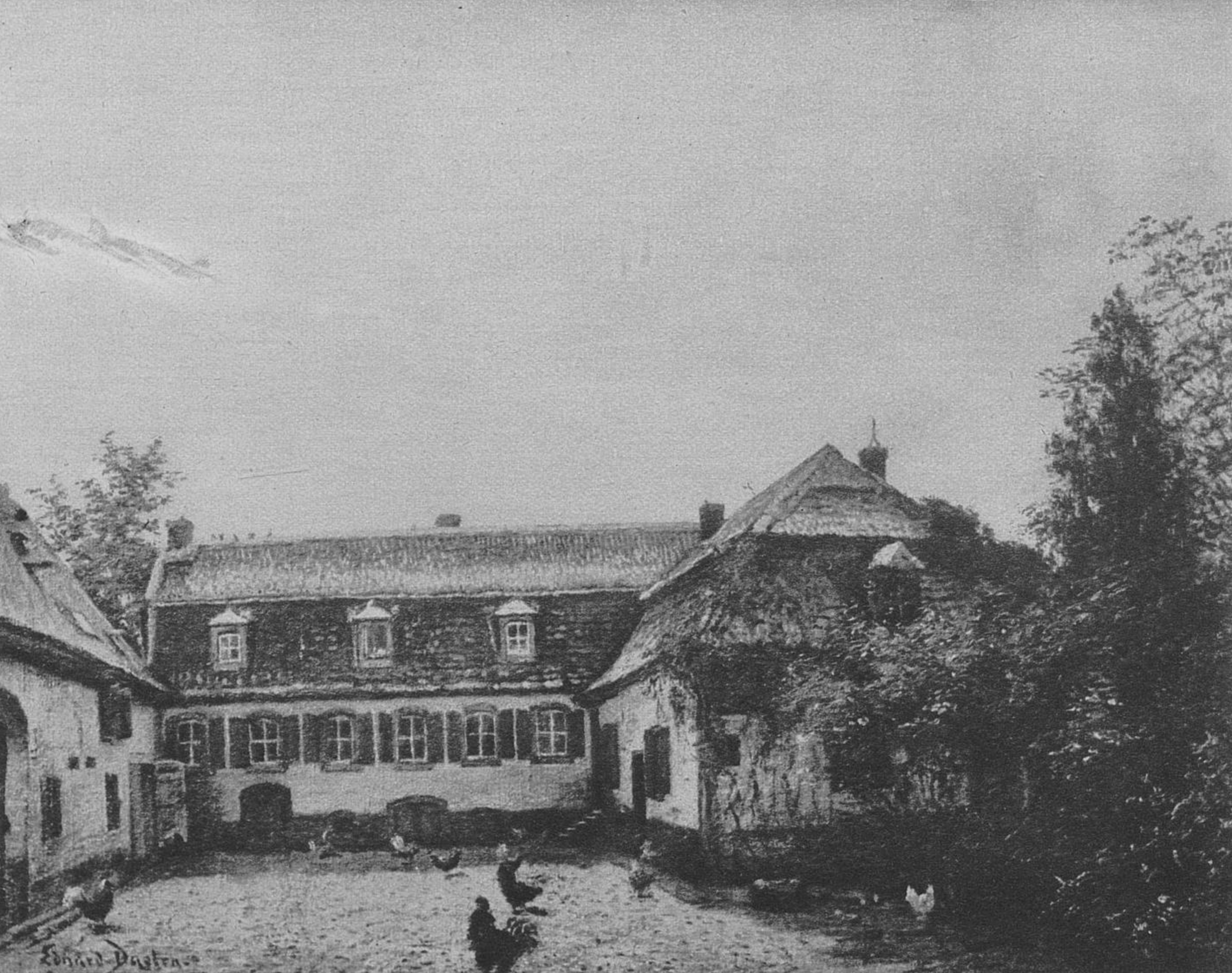
Kürtenhof, Flingern-Nord, Eduard Daelen

1776, so in Stein über der Eingangstür gehauen, wurde der so genannte „Kürtenhof“ von französischen Emigranten errichtet. Um 1870 ging das Anwesen in den Besitz der Familie Heinrich Kürten über. Mit 300 Morgen war es einer der größten und schönsten Bauernhöfe Düsseldorfs. Die Gegend hieß „De Kuhtrapp“. Auch in der Zeit, als die Dampfziegeleien entstanden (heute Häuserblock Cranach-, Linden-, Erkrather Straße), blieb der „Kürtenhof“ erhalten. Anfang des 20. Jahrhunderts traten die Erben Kürten große Teile ihres Grundbesitzes an die Stadtgemeinde ab. Das heute noch rund 4500 m² große Grundstück mit Resten der alten, unter Denkmalschutz stehenden Hofanlage und seinem wertvollen Baumbestand liegt an der Bruchstraße 12.
Flingern entwickelte sich während der Industrialisierung zu einem Arbeiterwohnviertel. Die industrielle Struktur ist in Flingern Süd auch heute noch deutlich sichtbar. Die Müllverbrennungsanlage und das Heizkraftwerk Flingern mit der Zentrale der Düsseldorfer Stadtwerke und ein städtischer Recyclinghof sowie mittelständisches Gewerbe, ein Baumarkt und ein Schrottplatz prägen den Stadtteil. Das neue Spaßbad an der Stelle des alten Bades an der Kettwiger Straße (Außenfassade des Vorgängerbaus von Anfang der 1930er Jahre), die neue „Automeile“ sowie die Umgestaltung der Stadtwerkezentrale zeigen aber auch den beginnenden Wandel, so etwa der 2005 eröffnete Stadtwerkepark. Auch Kleingartenanlagen im an Grünflächen armen Flingern stellen einen Ausgleich dar.
Flingern Süd war Heimat und Wirkungsstätte des Serienmörders Peter Kürten, der in den 1920er und frühen 1930er Jahren in der Mettmanner Straße 71 wohnte. Das Paul-Janes-Stadion am „Flinger Broich“, Spielstätte von Fußballlegenden wie Toni Turek, Jupp Derwall, Klaus Allofs und Paul Janes, ist die Keimzelle des Fußballvereins Fortuna Düsseldorf.

## Gegenwart

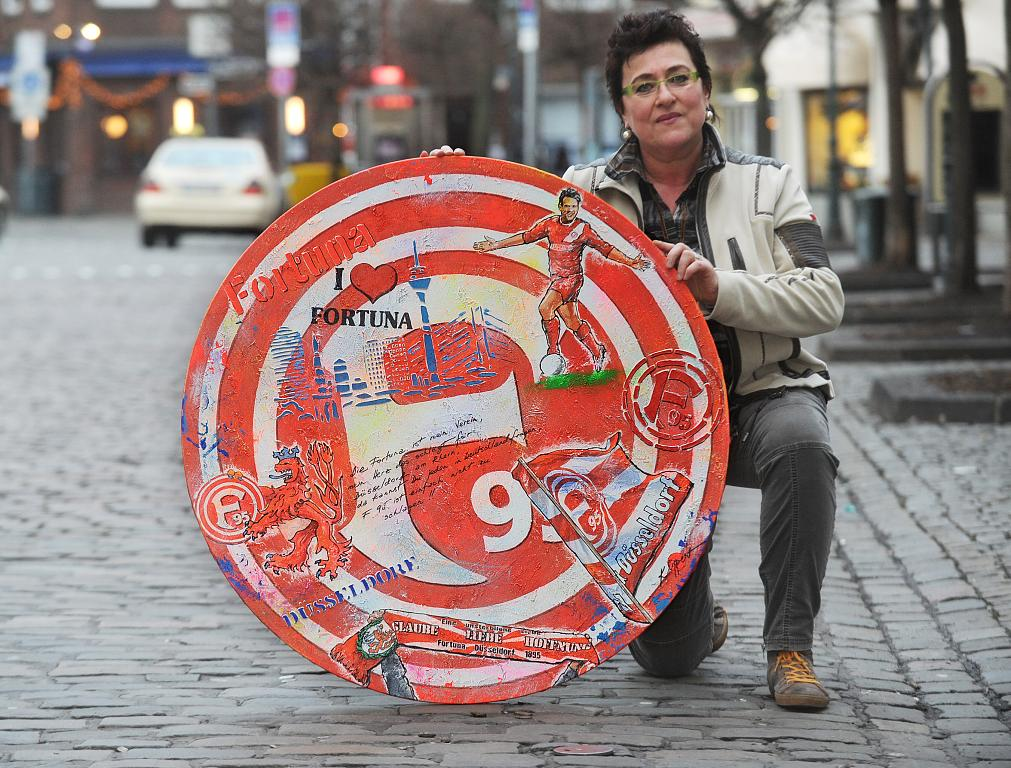
Fortuna-Fankultur

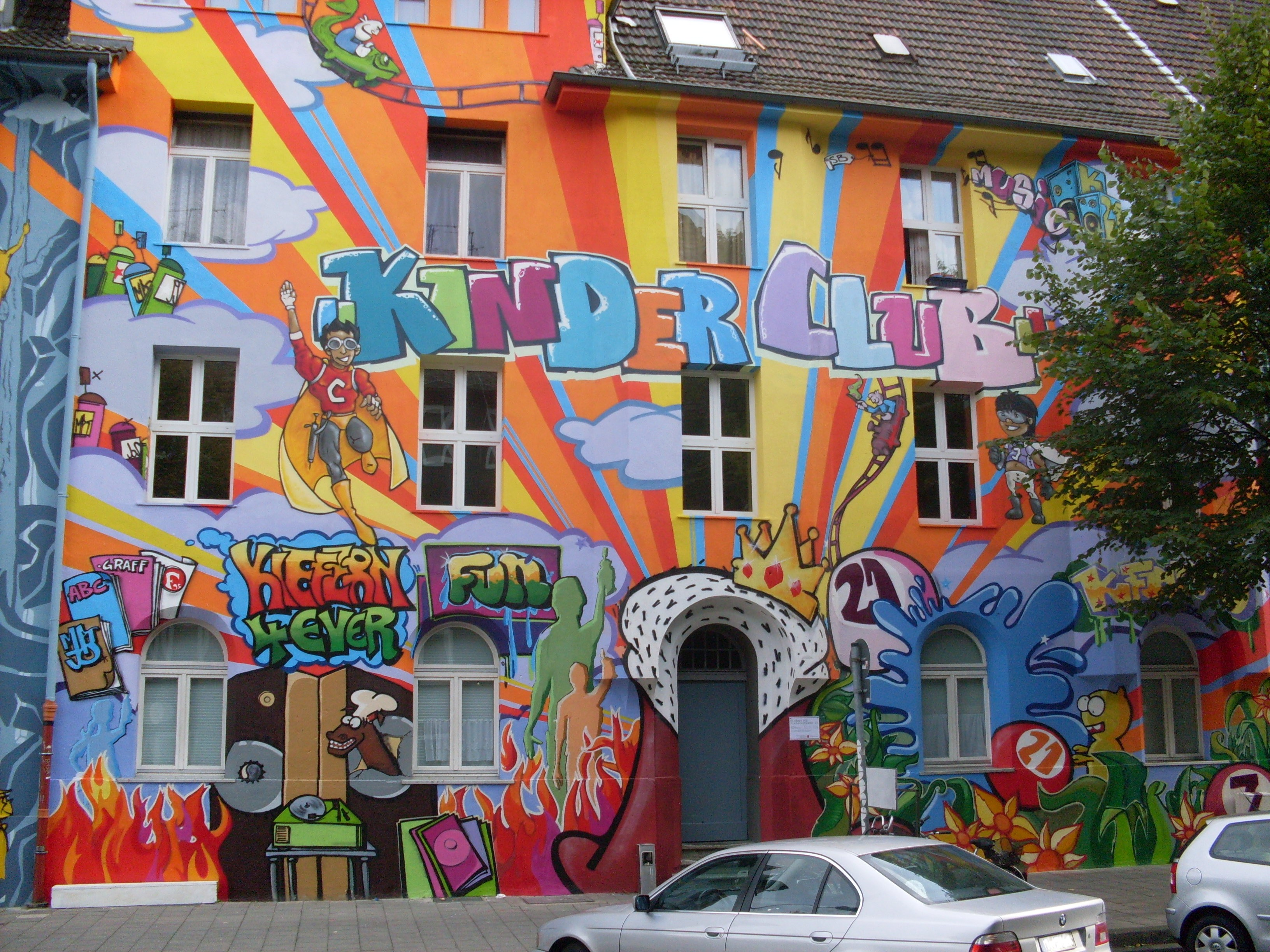
Kinderclub auf der Kiefernstraße

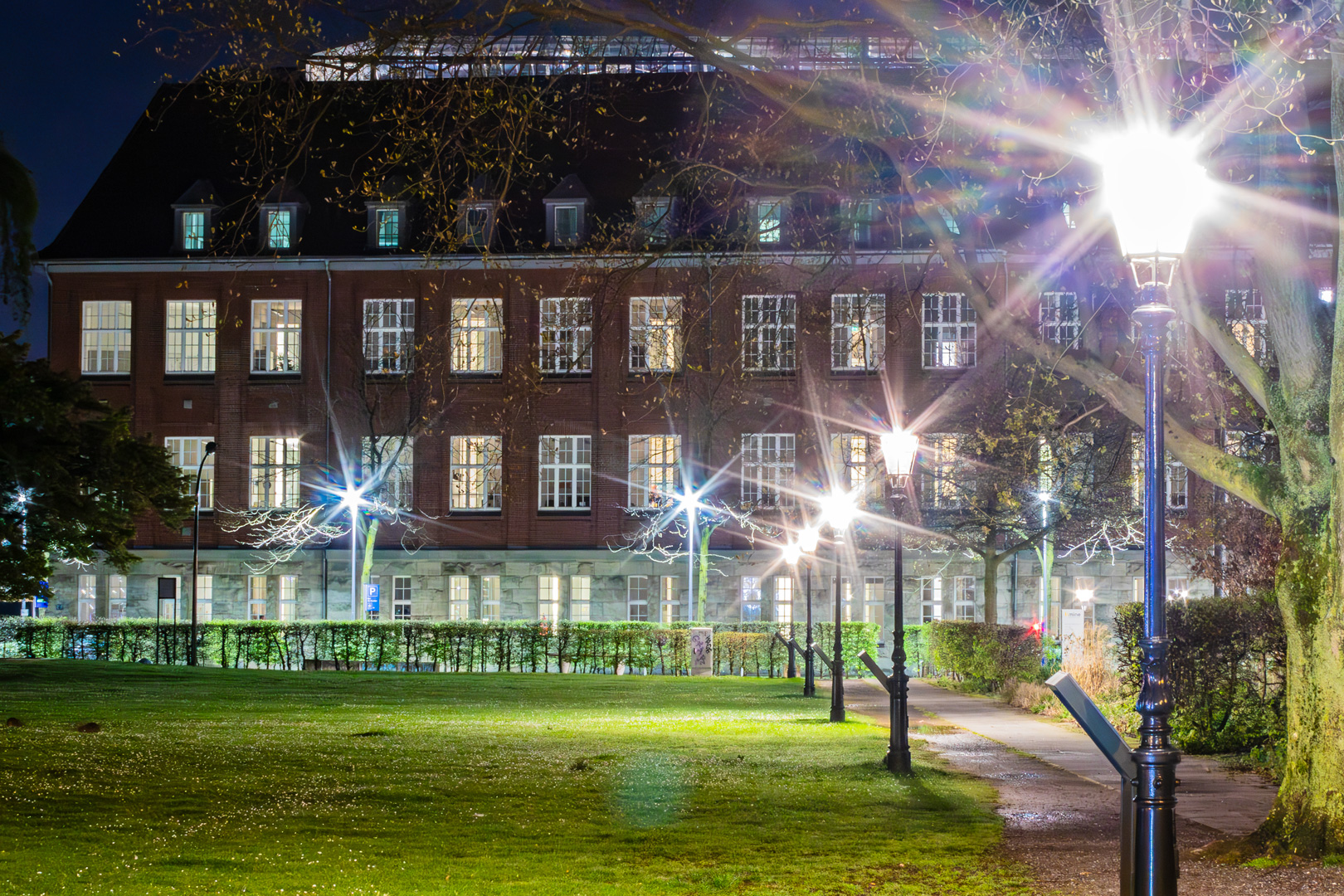
Gaslaternen und LED-Lampen im Stadtwerkepark Düsseldorf

Aufgrund einer technischen Versuchsreihe 1980 wurde der Ort Namensgeber für das Flingern’sche Korrosionsdiagramm.
Im Gegensatz zum südlichen Teil ist Flingern Nord zu einem Kultur- und Einkaufsviertel geworden. Die Birkenstraße deckt als Einkaufsstraße den Bedarf des täglichen Lebens ab, während die Gegend um Ackerstraße und Hermannplatz die Gastronomieszene, junge Designermodeläden und Kunstgalerien angezogen hat. In den 2000er Jahren hat in Flingern Nord ein Gentrifizierungsprozess eingesetzt, der durch den Zuzug jüngerer Menschen mit Hochschulabschluss, Neueröffnungen von Galerien, Ateliers, Modegeschäften und gehobener Gastronomie sowie eine Steigerung der Immobilienpreise gekennzeichnet ist. Damit ist auch eine Verdrängung alteingesessener, ärmerer Bevölkerungsgruppen verbunden.
Heute ist Flingern ein Zentrum des Kunsthandels auf internationalem Niveau, Galerien wie die Sammlung Philara, Galerie Konrad Fischer oder das Atelier Cyrus Overbeck haben ihre Niederlassungen in Flingern Nord. Besondere Aufmerksamkeit erzielen die Veranstaltungen Flingern at night und Kunstpunkte (Öffnung von Künstlerateliers für die Öffentlichkeit).
Bekannt ist das in Flingern Süd in der Fichtenstraße liegende Zakk, das Zentrum für aktuelle Kunst, geprägt von urbaner Alternativkultur. Die Veranstaltungen reichen von Disco, Tanzabenden und Live-Auftritten gefragter Bands bis zu mehr oder weniger bekannten Kleindarstellern. Es liegt in unmittelbarer Nähe der Kiefernstraße, die in den 1980er Jahren während der Hochzeit der Hausbesetzungen bundesweite Aufmerksamkeit erlangte. In Flingern an der Ronsdorfer Straße ist das Weltkunstzimmer beheimatet, ein interdisziplinäres Kunstzentrum, das Musikern sowie bildenden und darstellenden Künstlern vielfältige Möglichkeiten zur Probe und Präsentation bietet. Die Ronsdorfer Straße leitet über zum Stadtteil Lierenfeld, wo in den 1980er und 1990er Jahren die aktuelle Musik- und Diskoszene, insbesondere die Techno-Szene (1990er), eine Heimat in Form der Großraumdiskotheken Stahlwerk und Tor 3 gefunden hat. Hier war auch bis Ende 2008 das „Café Rosa Mond“, ein autonomes Lesben- und Schwulenzentrum, in den ehemaligen Räumen des „Lesben- und Schwulenzentrums Düsseldorf (LuSZD)“ beheimatet.
Das Musicalhaus Capitol sowie das benachbarte Tanzhaus NRW fanden beide in umgebauten Hallen und Häusern eines aufgegebenen Straßenbahndepots am östlichen Rand des Stadtteils unweit des Hauptbahnhofs ihre Räumlichkeiten.
Bei einem Sprengstoffanschlag am 27. Juli 2000 explodierte eine mit TNT gefüllte Rohrbombe am Zugang Ackerstraße des S-Bahnhofs Wehrhahn. Dabei wurden zehn Menschen zum Teil lebensgefährlich verletzt, eine im fünften Monat schwangere Frau verlor ihr ungeborenes Kind.
Die Stadtwerke Düsseldorf AG haben ihre Verwaltung auf den Höher Weg konzentriert. Im Stadtwerkepark werden historische Gaslaternen im Vergleich zu LED-Laternen ausgestellt, weil der Rat der Stadt Düsseldorf eine komplette Umstellung auf Strombetrieb möchte. Wo früher Gas erzeugt wurde, ist nun die Automeile. Das Fachmarktzentrum an der Erkrather Straße/Kettwiger Straße hat den Onlinehandel zu spüren bekommen und wurde zwischenzeitlich Gegenstand intensiver Debatten der Nachbarschaft. Das Tanzhaus NRW hat seinen Platz gefunden, den es aber nun ausbauen möchte. Das Capitol Theater ist direkt nebenan.

## Verkehr
Flingern ist an die S-Bahn Rhein-Ruhr durch die S-Bahnhöfe Düsseldorf-Flingern und Düsseldorf-Wehrhahn angeschlossen. Am Bahnhof Flingern verkehren die Linien S8 nach Mönchengladbach, Wuppertal und Hagen, S28 nach Kaarst und Mettmann sowie montags bis freitags zur Hauptverkehrszeit die S68 nach Wuppertal-Vohwinkel und Langenfeld (Rheinland). Am Bahnhof Wehrhahn verkehren die Linien S1 nach Solingen und in Richtung Ruhrgebiet über Duisburg, Essen, Bochum nach Dortmund, S6 nach Köln und Essen, S11 zum Düsseldorfer Flughafen und Bergisch Gladbach über Köln. Alle Linien führen über den Düsseldorfer Hauptbahnhof.
Von Flingern Süd aus ist der Hauptbahnhof sehr schnell zu erreichen.
Die Stadtbahnlinien U71, U72, U73, U75, U77 und U83 sowie die Straßenbahnlinien 706, 708 und 709 verbinden Flingern mit der Innenstadt, Oberkassel, Gerresheim, Benrath, Eller, Bilk und weiteren Stadtteilen sowie Neuss und Ratingen.
Die Bundesstraße 8 führt durch Flingern.

## Persönlichkeiten
- Kurt Borkenhagen (1919–2012), Fußball-Nationalspieler
- Manes Meckenstock (* 1961),  Kabarettist